# Américo Tomás
Américo de Deus Rodrigues Tomás (hoặc Thomaz), (phát âm tiếng Bồ Đào Nha: [ɐˈmɛɾiku dɨ ˈdewʃ ʁuˈdɾiɡɨʃ tuˈmaʃ]), (19 tháng 11 năm 1894 – 18 tháng 9 năm 1987) là sĩ quan hải quân và chính trị gia người Bồ Đào Nha. Ông là Tổng thống thứ 13 của Bồ Đào Nha, và là Tổng thống thứ 3 và cuối cùng của chế độ Estado Novo.